# Jamie McBain
Jamie Michael McBain, född 25 februari 1988 i Edina, Minnesota, är en amerikansk professionell ishockeyspelare som spelar för Los Angeles Kings i National Hockey League (NHL). Han har tidigare spelat på NHL-nivå för Carolina Hurricanes och Buffalo Sabres och på lägre nivåer för Albany River Rats och Manchester Monarchs i American Hockey League (AHL), Pelicans i Liiga, Wisconsin Badgers (University of Wisconsin) i National Collegiate Athletic Association (NCAA) och inom USA Hockey National Team Development Program.
McBain draftades i andra rundan i 2006 års draft av Carolina Hurricanes som 63:e spelaren totalt.

## Statistik

### Klubbkarriär
| 2003–2004    | Shattuck-St. Mary's Hockey |              | 73  | 6  | 27 | 33 | —  | —  | — | — | — | — |
| 2004–2005    | U.S. National U17 Team     |              | 14  | 1  | 6  | 7  | 16 | —  | — | — | — | — |
|              | USNTDP Juniors             | NAHL         | 38  | 2  | 7  | 9  | 22 | 10 | 0 | 3 | 3 | 4 |
| 2005–2006    | U.S. National U18 Team     |              | 41  | 9  | 16 | 25 | 35 | —  | — | — | — | — |
|              | U.S. National U18 Team     | NAHL         | 14  | 0  | 5  | 5  | 6  | —  | — | — | — | — |
| 2006–2007    | Wisconsin Badgers          | NCAA         | 36  | 3  | 15 | 18 | 36 | —  | — | — | — | — |
| 2007–2008    | Wisconsin Badgers          | NCAA         | 35  | 5  | 19 | 24 | 18 | —  | — | — | — | — |
| 2008–2009    | Wisconsin Badgers          | NCAA         | 40  | 7  | 30 | 37 | 32 | —  | — | — | — | — |
|              | Albany River Rats          | AHL          | 10  | 1  | 1  | 2  | 2  | —  | — | — | — | — |
| 2009–2010    | Carolina Hurricanes        | NHL          | 14  | 3  | 7  | 10 | 0  | —  | — | — | — | — |
|              | Albany River Rats          | AHL          | 68  | 7  | 33 | 40 | 10 | 8  | 4 | 2 | 6 | 8 |
| 2010–2011    | Carolina Hurricanes        | NHL          | 76  | 7  | 23 | 30 | 32 | —  | — | — | — | — |
| 2011–2012    | Carolina Hurricanes        | NHL          | 76  | 8  | 19 | 27 | 4  | —  | — | — | — | — |
| 2012–2013    | Carolina Hurricanes        | NHL          | 40  | 1  | 7  | 8  | 12 | —  | — | — | — | — |
|              | Pelicans                   | Liiga        | 7   | 0  | 1  | 1  | 6  | —  | — | — | — | — |
| 2013–2014    | Buffalo Sabres             | NHL          | 69  | 6  | 11 | 17 | 14 | —  | — | — | — | — |
| 2014–2015    | Los Angeles Kings          | NHL          | 1   | 0  | 0  | 0  | 0  | —  | — | — | — | — |
|              | Manchester Monarchs        | AHL          | 6   | 1  | 3  | 4  | 2  | —  | — | — | — | — |
| NHL totalt   | NHL totalt                 | NHL totalt   | 276 | 25 | 67 | 92 | 62 | —  | — | — | — | — |
| AHL totalt   | AHL totalt                 | AHL totalt   | 84  | 9  | 37 | 46 | 14 | 8  | 4 | 2 | 6 | 8 |
| Liiga totalt | Liiga totalt               | Liiga totalt | 7   | 0  | 1  | 1  | 6  | —  | — | — | — | — |
| NCAA totalt  | NCAA totalt                | NCAA totalt  | 111 | 15 | 64 | 79 | 86 | —  | — | — | — | — |
| NAHL totalt  | NAHL totalt                | NAHL totalt  | 52  | 2  | 12 | 14 | 28 | 10 | 0 | 3 | 3 | 4 |

### Internationellt
| År                            | Lag                           | Tävling                       |    | Matcher | Mål | Assist | Poäng | Utv |
| ----------------------------- | ----------------------------- | ----------------------------- | -- | ------- | --- | ------ | ----- | --- |
| 2007                          | USA                           | JVM                           | 7  | 0       | 0   | 0      | 2     |     |
| 2008                          | USA                           | JVM                           | 6  | 0       | 1   | 1      | 0     |     |
| Junior Internationellt totalt | Junior Internationellt totalt | Junior Internationellt totalt | 13 | 0       | 1   | 1      | 2     |     |